# Николаос Думбиотис
Николаос Думбиотис или капитан Аминдас (на гръцки: Νικόλαος Δουμπιώτης, καπετάν Αμύντας) е гръцки офицер и революционер, деец на гръцката въоръжена пропаганда в Македония.

## Биография
Николаос Думбиотис е роден през 1866 година в Аталанти, Гърция. Баща му Георгиос Думбиотис участва заедно с Димитриос Каратасос във въстанието в Халкидики, Македония от 1854 година. През 1882 година Николаос Думбиотис постъпва като доброволец в гръцката армия и участва в Гръцко-турската война от 1897 година с чин подпоручик.
През май 1907 година, вече като капитан, Николаос Думбиотис - под името капитан Аминтас - влиза с чета от 76 души във вътрешността на Македония и заменя убития от ВМОРО Телос Агапинос (Капитан Аграс). Област на действията му е районът между Воден, Бер и Негуш. Напуска Македония през октомври 1907 година, като на негово място идва капитан Тройкос.
Участва в Балканската и Междусъюзническата войни. През 1923 година се пенсионира от армията с чин генерал-майор.
Николаос Думбиотис умира през 1951 година в Атина. Женен е за Мирто Сурис, дъщеря на гръцкия поет Георгиос Сурис. Синът им Йоанис умира през 1940 година в Италиано-гръцката война.